# Okręg wyborczy nr 23 do Sejmu Polskiej Rzeczypospolitej Ludowej (1989–1991)
Okręg wyborczy nr 23 do Sejmu Polskiej Rzeczypospolitej Ludowej (1989–1991) obejmował Tczew oraz gminy Cedry Wielkie, Dziemiany, Gniew, Kaliska, Karsin, Kolbudy Górne, Kościerzyna, Liniewo, Lipusz, Lubichowo, Morzeszczyn, Nowa Karczma, Osieczna, Osiek, Pelplin, Pruszcz Gdański, Pruszcz Gdański (gmina wiejska), Przywidz, Pszczółki, Skarszewy, Skórcz, Smętowo Graniczne, Stara Kiszewa, Starogard Gdański, Starogard Gdański (gmina wiejska), Subkowy, Tczew (gmina wiejska), Trąbki Wielkie i Zblewo (województwo gdańskie). W ówczesnym kształcie został utworzony w 1989. Wybieranych było w nim 4 posłów w systemie większościowym.
Siedzibą okręgowej komisji wyborczej był Tczew.

## Wybory parlamentarne 1989

### Mandat nr 92 –Polska Zjednoczona Partia Robotnicza
| Kandydat | I tura | I tura | II tura | II tura |
| Kandydat | Głosów | %      | Głosów  | %       |
| --- | ------ | ------ | ------- | ------- |
| Aleksander Jurewicz                                                                                            | 28 284 | 22,18  | 25 275  | 42,62   |
| Zenon Sobiecki                                                                                                 | 26 242 | 20,58  | 21 859  | 36,86   |
| Jerzy Jakubus                                                                                                  | 22 097 | 17,33  | —       | —       |
| Liczba głosów ważnych: 127 535 (I tura) • 59 298 (II tura) Źródło: Państwowa Komisja Wyborcza I tura i II tura |        |        |         |         |

### Mandat nr 93 –Polska Zjednoczona Partia Robotnicza
| Kandydat | I tura | I tura | II tura | II tura |
| Kandydat | Głosów | %      | Głosów  | %       |
| --- | ------ | ------ | ------- | ------- |
| Jan Zając | 32 998 | 25,72  | 25 037  | 42,07   |
| Witold Cerowski                                                                                                | 28 760 | 22,42  | 22 647  | 38,05   |
| Stanisław Michałowski                                                                                          | 17 587 | 13,71  | —       | —       |
| Liczba głosów ważnych: 128 273 (I tura) • 59 519 (II tura) Źródło: Państwowa Komisja Wyborcza I tura i II tura |        |        |         |         |

### Mandat nr 94 –Zjednoczone Stronnictwo Ludowe
| Kandydat | I tura | I tura | II tura | II tura |
| Kandydat | Głosów | %      | Głosów  | %       |
| --- | ------ | ------ | ------- | ------- |
| Marek Kluczyński                                                                                               | 28 189 | 22,12  | 24 062  | 40,62   |
| Bogumił Szreder                                                                                                | 25 717 | 20,18  | 24 491  | 41,35   |
| Jerzy Schwarz                                                                                                  | 22 789 | 17,88  | —       | —       |
| Liczba głosów ważnych: 127 436 (I tura) • 59 233 (II tura) Źródło: Państwowa Komisja Wyborcza I tura i II tura |        |        |         |         |

### Mandat nr 95 – bezpartyjny
| Kandydat                                                          | Głosów  | %     |
| ----------------------------------------------------------------- | ------- | ----- |
| Olga Krzyżanowska                                                 | 106 229 | 79,59 |
| Piotr Świeczkowski                                                | 18 476  | 13,84 |
| Stanisław Siermiński                                              | 3699    | 2,77  |
| Liczba głosów ważnych: 133 470 Źródło: Państwowa Komisja Wyborcza |         |       |